# Bushcraft
Il bushcraft è un insieme di conoscenze e tecniche atte a vivere in un ambiente naturale, sfruttandone le risorse per soddisfare i bisogni primari quali cibo e rifugio.
Normalmente le tecniche utilizzate sono basilari e primitive e fanno affidamento sulle conoscenze acquisite dall'uomo durante la sua evoluzione. Il bushcraft non fa affidamento su attrezzature moderne e tecnologiche, privilegiando al contrario l'uso di pochi attrezzi elementari con i quali costruire il resto.

## Etimologia
Bushcraft è una parola composta inglese composta dal termine bush ("bosco", per estensione "area selvaggia") e craft ("capacità"), che indica quindi col suo significato le "capacità della foresta" o "gli strumenti del vivere in aree selvagge". Il dizionario inglese Oxford riporta la definizione come skill in matters pertaining to life in the bush ovvero "capacità nelle questioni che riguardano il vivere in aree boscose". Altre fonti la definiscono come "destrezza e abilità nelle attività utili nel bel mezzo della natura incontaminata e la pratica di sopravvivere e prosperare nel mondo non civilizzato".
Tale termine è in uso in questo senso in Australia e Sudafrica dal 1800. Si ritiene che bush sia la corruzione inglese dell'antico termine olandese bosch (odierno bos). originariamente usato nelle colonie olandesi per indicare le aree selvagge ricoperte da boschi. Nell'accezione inglese il termine indica tutte le aree non agricole in genere. 
Bushcraft è un termine popolarmente usato negli USA, Canada, Gran Bretagna Australia, Nuova Zelanda e Sudafrica. Il termine è divenuto popolare nell'emisfero sud grazie a Les Hiddins detto The Bush Tucker Man ("l'uomo pratico della foresta") e in Australia e nell'emisfero nord grazie a Mors Kochanski e Ray Mears e ai loro programmi televisivi dedicati al tema.

## Descrizione
Le tecniche di bushcraft, come tutte le tecniche di sopravvivenza, includono la capacità di accendere un fuoco, il saper seguire le tracce di animali e saperli cacciare, essere in grado di costruirsi un riparo, utilizzare efficacemente coltello e accetta, riconoscere piante ed erbe commestibili, produzione di attrezzi in legno, saper costruire contenitori utilizzando materiali naturali e saper realizzare corde. La filosofia di tale tecnica in generale è quella di recuperare tutte quelle antiche conoscenze note ai primi uomini e che si sono evolute grazie al progresso tecnologico.